# Banca di Credito Cooperativo Mediocrati
BCC Mediocrati è una società cooperativa a mutualità prevalente, che opera nel territorio della provincia di Cosenza.
La banca nasce dalla fusione di tre ex casse rurali preesistenti, la più antica delle quali è la ex Cassa Rurale di Bisignano, fondata da don Carlo De Cardona il 24 giugno 1906.

## Storia

La storica sede di Bisignano

La storia della banca affonda le sue radici nei primi del Novecento quando, come espressione economica della Lega del Lavoro, nascono le casse rurali allo scopo di liberare i soci dall'usura e promuovere lo sviluppo sociale delle classi lavoratrici. Sulla scia dell'impegno sociale di don Carlo De Cardona nell'ambito della Rerum Novarum di Leone XIII nascono le casse rurali in Calabria tra cui la Cassa di Luzzi (1905) e la Cassa di Bisignano (1906). Nel 1919 nasce anche la Cassa Rurale di Rota Greca.
Nel 1932, quando la lunga onda della "Grande depressione" arriva anche in Calabria la Cassa di Bisignano sembra sul punto di chiudere i battenti, ma, seppure con molte difficoltà, riesce a resistere, come la Cassa di Rota Greca; la Cassa Rurale di Luzzi, invece, viene messa in liquidazione.
Dopo la seconda guerra mondiale la Cassa di Bisignano e quella di Rota Greca partecipano alla rinascita dei territori e, per la propria parte, al miracolo economico degli anni '50, contribuendo direttamente alla ripresa operativa degli istituti nazionali di riferimento come la Federazione nazionale delle Casse Rurali e Artigiane e alla costituzione dell'Istituto centrale delle Casse Rurali e Artigiane, Iccrea.
Nel gennaio 1957 a Luzzi, 55 soci guidati da Cesare Dima fondano una nuova cassa rurale. Passano molti anni, fino a quando nel 1984 la Banca d'Italia concede alla Cassa di Bisignano l'autorizzazione ad estendersi nei comuni di Acri, Santa Sofia d'Epiro, San Marco Argentano, Cerzeto, Mongrassano, Torano Lattarico. Nel 1987, mentre la Cassa di Rota Greca apre una filiale nel comune di Lattarico, la Cassa Rurale di Bisignano inaugura la filiale di Acri.
Nel 1989 viene commissariata la Cassa Rurale e Artigiana di Bisignano. Il 29 settembre 1990 sono rieletti gli organi sociali e la banca riprende la sua ordinaria operatività. I nove anni successivi sono caratterizzati da un notevole sviluppo finanziario e dall'introduzione della nuova legislazione sulle cooperative e del testo unico delle leggi in materia bancaria e creditizia.
La Cassa Rurale di Luzzi, nel frattempo evolutasi in BCC, nel 1997 acquista la BCC di Montalto Uffugo-Rose-San Benedetto Ullano.
Il 1999 le tre BCC di Bisignano, Luzzi e Rota Greca approvano un progetto di fusione. Ogni socio mantiene nella nuova istituzione lo stesso valore nominale delle azioni che aveva in precedenza. Tutti i dipendenti sono confermati in servizio, direttore generale è nominato Biagio Aragona, vice direttore Umile Formosa. Il CdA elegge presidente Nicola Paldino (ex BCC di Bisignano) e vicepresidenti gli altri due presidenti, Mario Malizia (ex BCC di Luzzi) e Baldassarre Mario Mancuso (ex BCC di Rota Greca).
La sede della nuova BCC, denominata Mediocrati, viene simbolicamente posta al centro del territorio, a Taverna di Montalto. Le sette filiali di partenza sono a Bisignano, Acri, Luzzi, Rose, Taverna di Montalto, Rota Greca e Lattarico. Nel 2001 si apre la filiale di Rende a cui nel 2006 si aggiunge quella di Cosenza; nel 2007 viene costruito il Centro Direzionale; nel 2008 la seconda filiale a Rende e la sede distaccata di San Giovanni in Fiore; nel 2009 la filiale di Paola.
Nei primi mesi del 2011, la Banca ha rilevato attività e passività della ex BCC della Sibaritide, aumentando i propri volumi e allargando il territorio di competenza alla zona della Sibaritide e del Pollino. Nel maggio 2013 è stata approvata dall'Assemblea dei Soci la fusione per incorporazione dell'ex BCC Banca dello Jonio-Albidona, ampliando ulteriormente i confini del territorio di competenza fino ai comuni dell'alto Jonio cosentino (Albidona, Amendolara e Rocca Imperiale), raggiungendo il comune di Nova Siri (provincia di Matera).
A seguito della Legge di Riforma del Credito Cooperativo (49/2016) la Banca aderisce al Gruppo Bancario Cooperativo ICCREA.
Nel 2019, il 15 novembre, esattamente 20 anni dopo la fusione delle BCC di Bisignano, Luzzi e Rota Greca, è stato sottoscritto l’atto di acquisizione del Ramo Calabria di Banca Sviluppo, che ha portato la BCC Mediocrati ad allargare la propria rete sportellare a 32 filiali, con 232 dipendenti.
Alla fine del 2022, la Banca opera in 110 comuni della vasta provincia di Cosenza con 26 filiali e 219 dipendenti.

## Personaggi

### Don Carlo De Cardona

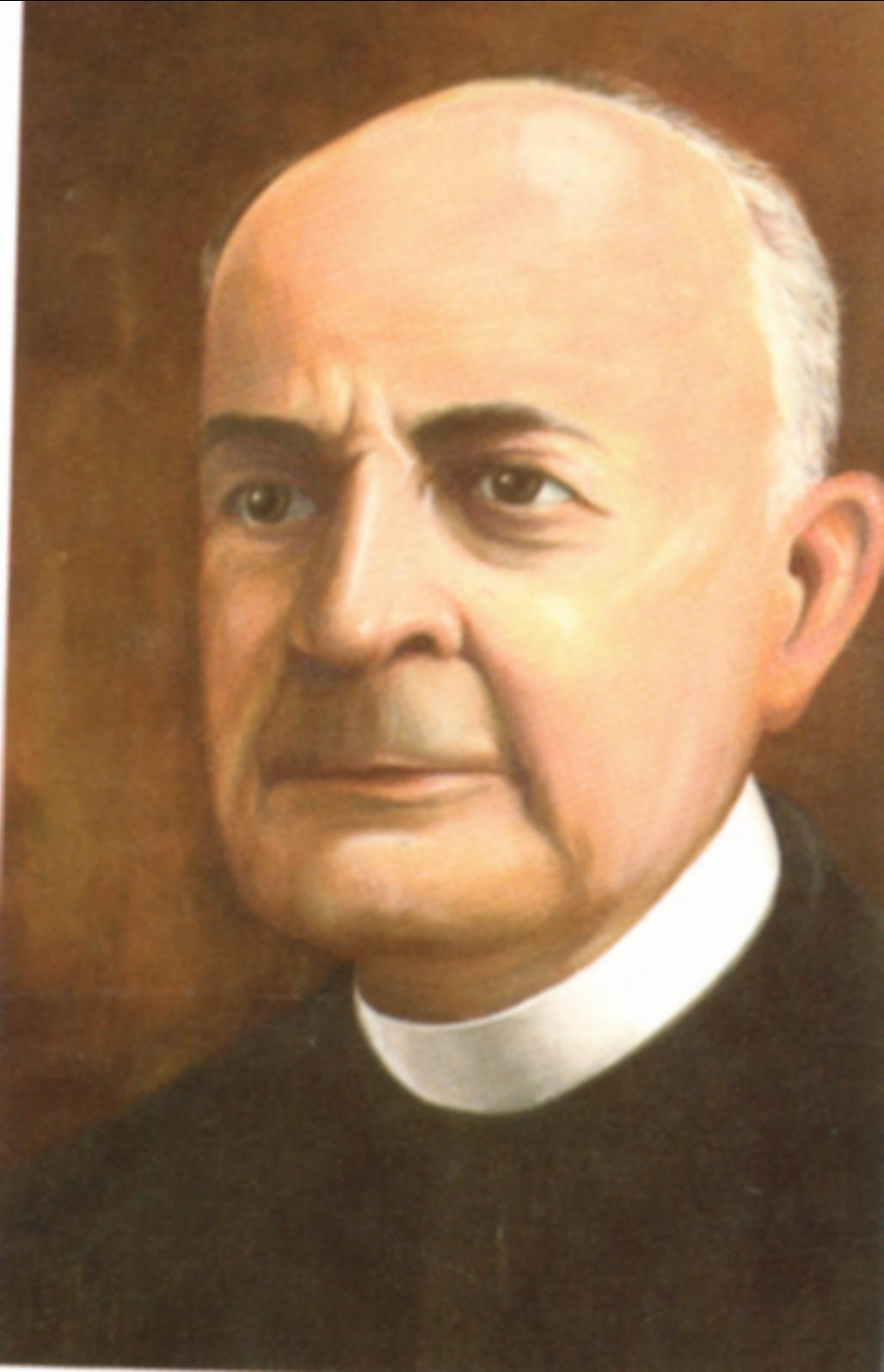
Don Carlo De Cardona

Forti perché uniti, liberi perché forti! con questo slogan Don Carlo De Cardona, l'apostolo delle casse rurali calabresi, infiammò i cuori di tanti lavoratori che, all'inizio di un secolo nuovo, si trovavano di fronte al dilemma: restare o emigrare.
Come in qualunque altro campo del suo agire, Don Carlo non si limitò alle indicazioni. Fu lui a spronare Vincenzo Giuliani e gli altri quindici operai a fondare la Cassa Rurale di Bisignano il 24 giugno 1906.
Fermo oppositore dell'usura, sognava, attraverso l'istituzione delle casse rurali in Calabria di debellare questa piaga e di creare un sistema che consentisse che i risparmi di contadini ed operai rimanessero nei piccoli comuni calabresi a beneficio di queste classi; scriveva infatti su Il Lavoro: "Mediante le Casse Rurali, il denaro dei contadini, degli operai calabresi, rimane in Calabria, rimane nei piccoli paesi della Calabria nelle mani dei contadini e degli operai calabresi, e fruttifica a beneficio della Calabria, dei paesi della Calabria, del popolo calabrese (...) Vedete le Cooperative, le Case operaie, i prestiti numerosi fatti a contadini e artieri – che invano avrebbero sperato un aiuto dalle grosse banche. (...) Così noi porteremo un contributo prezioso, tangibile, decisivo alla redenzione economica delle nostre terre e con questo semplice mezzo: le Casse rurali e le Cooperative commerciali e industriali". (1908, nr. 17, pag. 2, il denaro del popolo calabrese al popolo calabrese).

### Don Francesco Ricci
Alla guida di artigiani, contadini ed agricoltori di Rota Greca, Don Francesco Ricci fu tra i principali artefici della fondazione della Cassa Rurale di Rota Greca.
Anch'egli al pari di Don Carlo e di Don Francesco Gullo, profuse un profondo impegno tant'è che per mancanza di sede, fece tenere le prime riunioni ed i primi consigli di amministrazione nella sagrestia della chiesa madre, rimanendo presidente della cassa rurale dal 1919 al 1922.

### Cesare Dima
Cesare Dima, nasce nel 1894 da una famiglia della media borghesia di Luzzi, dopo aver completato gli studi classici a Cosenza parte per Milano, dove, consegue presso l'Università Bocconi la laurea in Economia nel 1915 con il massimo dei voti.
Pur potendo usufruire dell'esonero dalle armi, si arruola in aeronautica durante la prima guerra mondiale ed al termine del conflitto gli viene assegnata la medaglia d'Argento al valore militare.
A guerra finita fonda a Luzzi uno studio di import export, ed una fabbrica di laterizi, grazie alla quale parteciperà attivamente al boom edilizio durante il periodo del “miracolo italiano”.
Eletto Sindaco per due consiliature, dota il paese di Luzzi di un servizio di autobus per Cosenza, istituisce scuole, ed un efficiente rete idrica. Inoltre per sostenere lo sviluppo del suo paese fonda nel 1957 la Cassa Rurale ed Artigiana di Luzzi.

### Don Francesco Gullo

Don Francesco Gullo

A Don Francesco Gullo si deve l'istituzione della Cassa Rurale di Spezzano Albanese.
Subito dopo la fine della prima guerra mondiale, fu nominato parroco di Spezzano Albanese. Appena rientrato nel suo paese natio sentiva un forte bisogno di prodigarsi in aiuto della sua gente, ecco perché fondò subito un circolo giovanile di Azione Cattolica. Successivamente, supportato da piccoli agricoltori e contadini, decise di recarsi a Cosenza nella sede della Federativa, dove, dopo un caloroso incontro con Don Carlo decise di fondare nell'Ottobre del 1919 la Cassa Rurale di Spezzano Albanese, allo scopo di sostenere le classi popolari meno agiate. Fu anche direttore della Cassa dal 1919 al 1933.

## Il centro direzionale

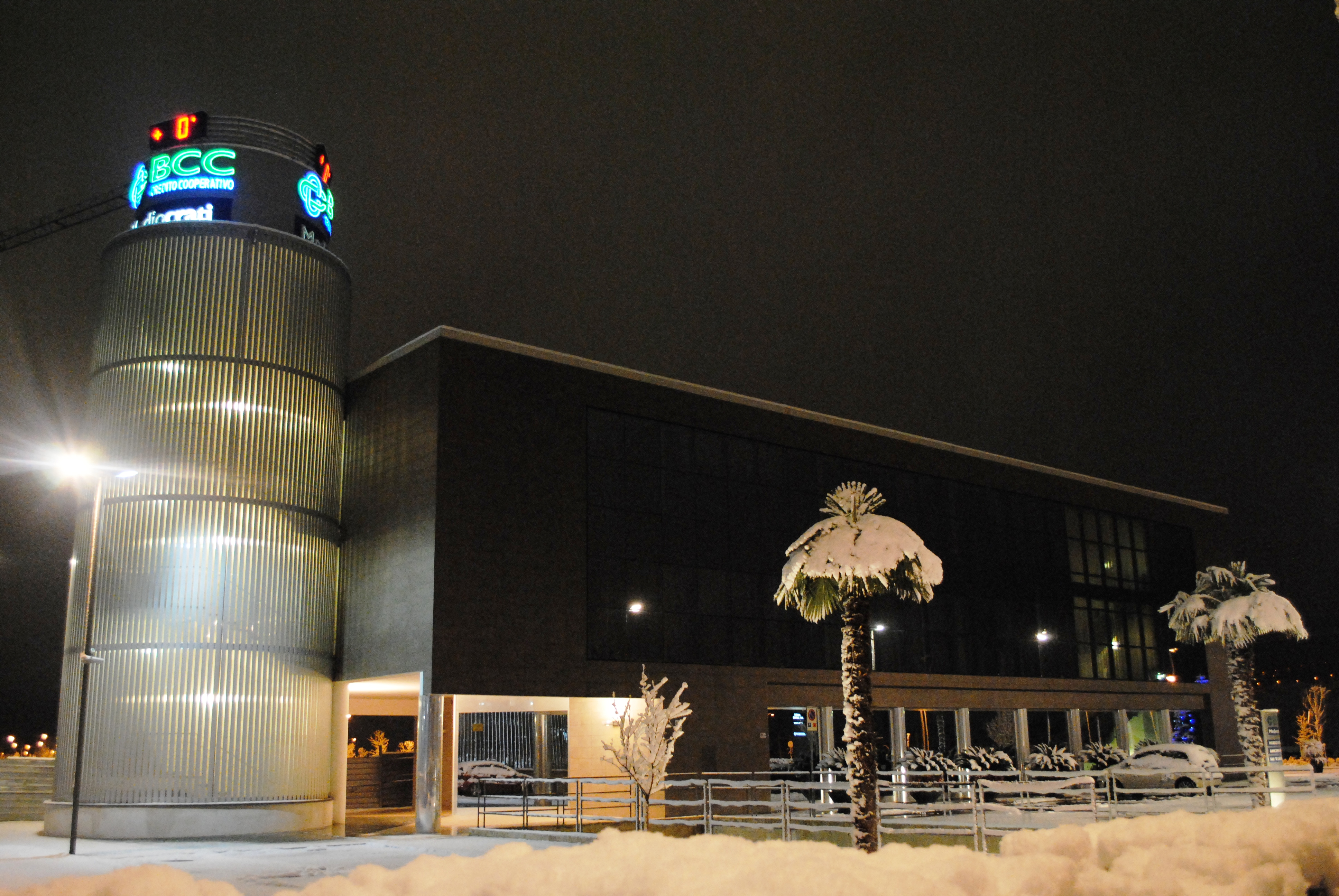
Il centro direzionale

Sabato 30 giugno 2007 è inaugurato il centro direzionale, alla presenza del presidente di Federcasse, Alessandro Azzi, delle autorità locali, dei rappresentanti della Banca d'Italia e di tutti i soci della Banca.
L'edificio si sviluppa su quattro livelli ed è ubicato lungo il tracciato del viale Francesco e Carolina Principe. Al piano terra ospita la filiale di Rende, mentre ai piani superiori trovano posto gli uffici della direzione e la sala convegni, che viene intitolata alla memoria di don Carlo De Cardona.
Nel centro direzionale trovano allocazione tutti gli uffici della banca.

## Rapporto annuale sull'economia della provincia di Cosenza
Dal 2005 la BCC Mediocrati produce un Rapporto sullo stato dell'economia della provincia di Cosenza Mediocrati — RapportiEconomia. L'indagine è affidata inizialmente alla società Eurispes e poi alla Demoskopika. I dati di questa indagine sono pubblicati annualmente e messi a disposizione di studiosi ed operatori.

## Galleria d'immagini

### I fondatori

Cesare Dima fondatore della Cassa Rurale di Luzzi
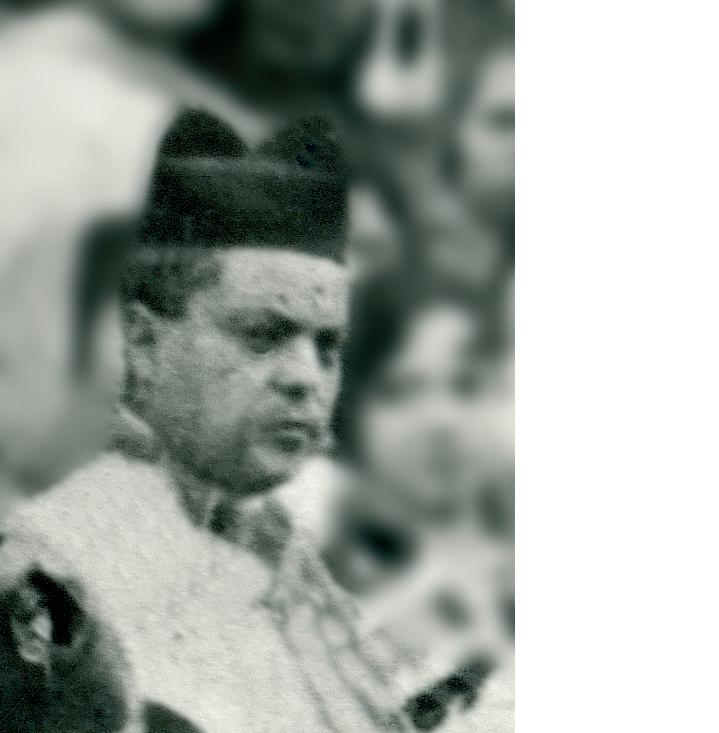
Don Francesco Ricci fondatore della Cassa Rurale di Rota Greca
Don Francesco Gullo fondatore della Cassa Rurale di Spezzano

### Le filiali

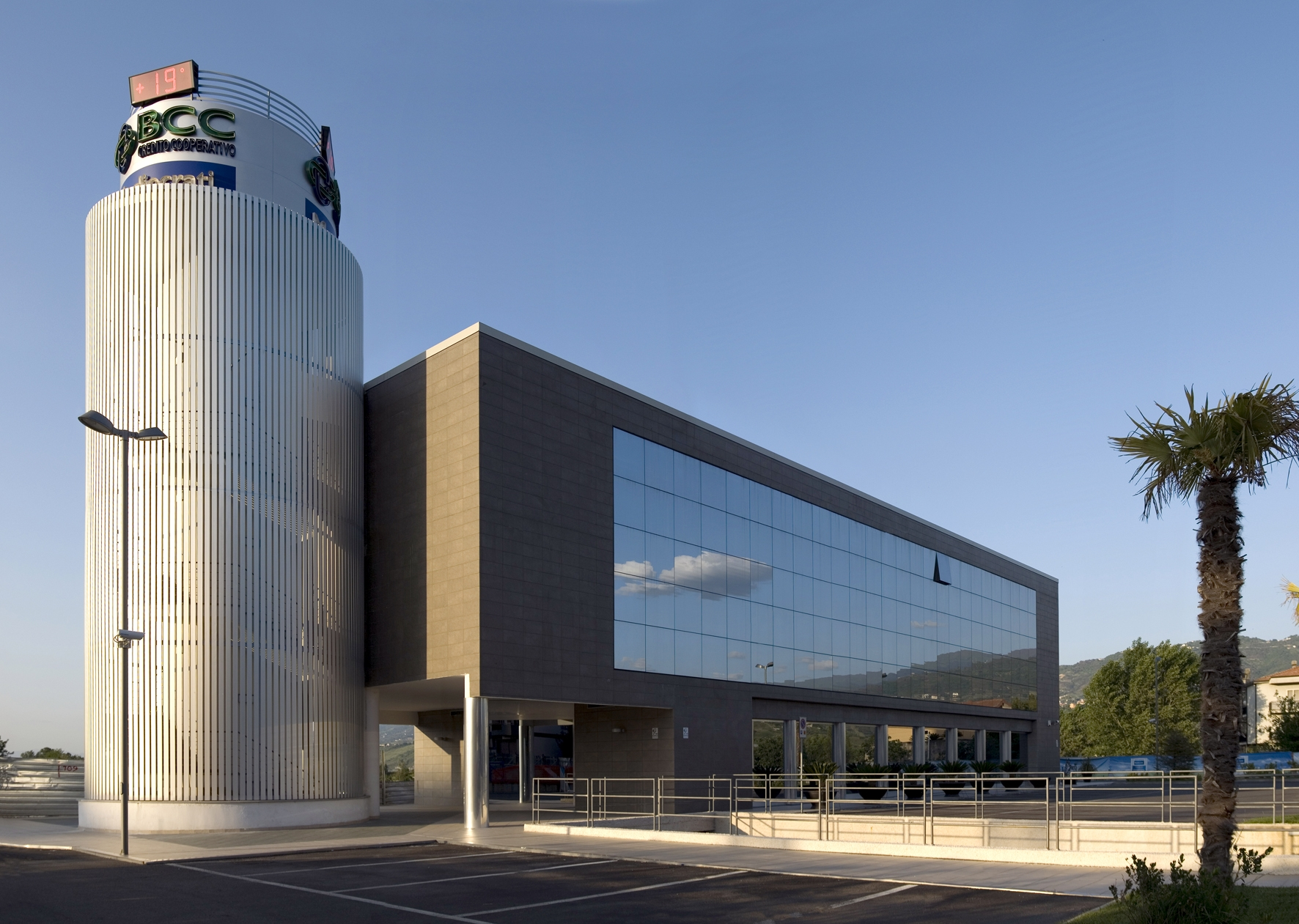
Il centro direzionale sede anche della filiale di Rende
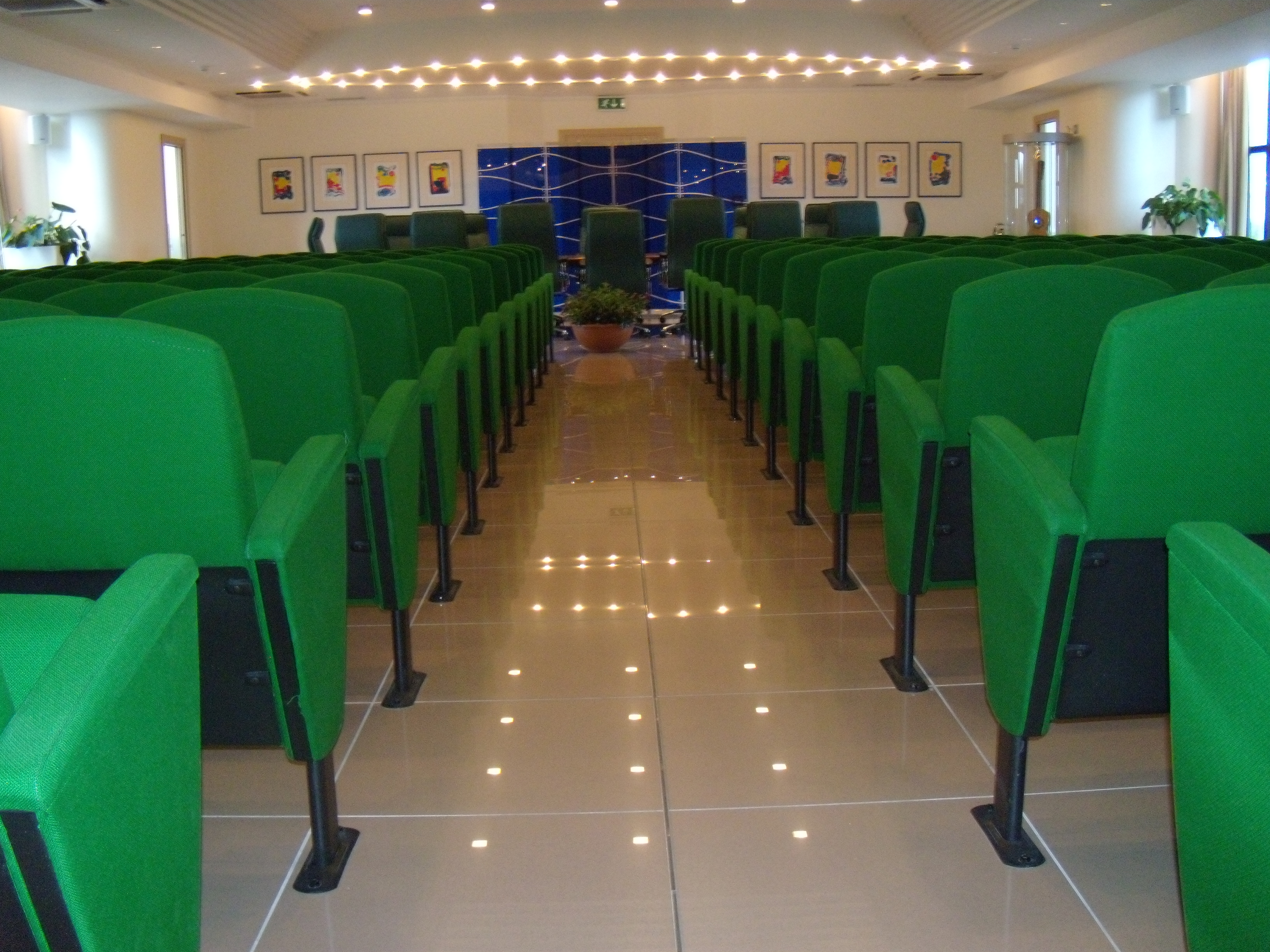
La sala "De Cardona" presente nel centro direzionale